# 三野石守
三野 石守（みの の いしもり、生没年不詳）は奈良時代の人物。姓は連。大伴旅人の従者。

## 出自
三野連はカミムスビの後裔とする天神系氏族で、もと県主姓であったが、天武朝に連姓を賜与された。

## 概要
天平2年（730年）大宰帥大伴旅人が大納言に任ぜられて帰京する際、別に海路をとって上京した。『万葉集』に2首の歌が採録されている。

## 作品
- 引きよぢて祈らば散るべみ梅の花袖にこきれつ染（し）まば染（し）むとも - 『万』巻8･1644（梅に関する一首）
- わが背子（せこ）をあが松原よ見渡せば海人（あま）をとめども玉藻刈る見ゆ - 『万』巻17･3890（天平2年冬11月に帰京の旅を悲しみ痛んだ際の一首）